# Legerszki Krisztina
Legerszki Krisztina (Budapest, 1985. március 4. –) magyar színésznő. Egyik híres szerepe: Pongrácz Barbara a Jóban Rosszban szappanoperában.

## Életpályája
A Pilisvörösvári Német Nemzetiségi Gimnáziumban végezte középiskolai tanulmányait, majd a Gór Nagy Mária Színitanodában tanult. Felsőfokú tanulmányait az ELTE Bölcsészettudományi Karán végezte. Játszott a Katona József Színházban, a Kamrában, a Piccolo Színházban, a Merlin Nemzetközi Színházban és a Thália Stúdióban. Hobbija a tánc, az aikidó és a futás.

## Színházi szerepei
- A Bál (Bakelit Multi Art Center)
- Don Juan....Lány (Merlin Nemzetközi Színház)
- Garaczi László: Csodálatos vadállatok....Zoé, Manyika (Karaván Színház)
- Szalay Álmos: Lánykitépve....Lisa (Mozdulatművészeti Stúdió)
- Le Sage: A pénzes zsák....Liza (Éjszakai Színház)

## Filmjei
- Kaméleon (2008)

## TV szereplései
- Jóban Rosszban - Pongrácz Péter lánya, Barbara 2009-2019
- Hal a tortán

## Külső hivatkozások
- Legerszki Krisztina a PORT.hu-n (magyarul)
- Legerszki Krisztina az IMDb-n
- Színház.hu
- Theater online